# شبكة البيتكوين

عدد معاملات البيتكوين شهريًا (مقياس لوغاريتمي)

شبكة البتكوين هي شبكة مدفوعات من نوع نظير إلى نظير، تعمل على بروتوكول تشفيري. يرسل المستخدمون البتكوينات (وحدات العملة) ويستقبلونها، ببثّ رسائل موقّعة رقميًّا إلى الشبكة باستعمال تطبيقات محافظ البيتكوين. تسجّل الحوالات هذه في قاعدة بيانات موزّعة متناسخة، تسمّى سلسلة الكتل (البلوكتشين)، ويحصل الإجماع بنظام برهان العمل الذي يسمّى التعدين. ادّعى ساتوشي ناكاموتو، مصمم البتكوين، أن تصميمه بدأ منذ عام 2007. نُشر المشروع عام 2009 برنامجًا مفتوح المصدر.
تتطلب الشبكة حدًّا أدنى من المعدّات (البنية) لتتشارك الحوالات. تكفي شبكة لا مركزية من المتطوعين لأجل هذا لإعمال الشبكة. تبَثّ الرسائل على مبدأ أفضل الجهود، وتستطيع العُقَد ترك الشبكة والرجوع إليها متى شاءت. وعندما ترجع العقدة إلى الشبكة، تحمّل الكُتَل من العقد الأخرى وتحقّقها، حتى تكتمل نسختها المحلية من سلسلة الكتل.

## الحوالات
تعرّف البتكوين (الوحدة) بسلسلة من التحويلات الموقعة رقميًّا، تبدأ عند إنشاء البتكوين، وهو مكافأة لتعدين كتلة. ينقل مالك البتكوين ماله بتوقيع حوالة رقميًّا إلى مالكها الجديد، مثل توقيع صكّ بنكي. يستطيع المدفوع إليه اختبار كل التحويلات السابقة لتحقيق سلسلة الملكية. وتحويلات البتكوين لا تقبل العكس، خلافًا لصكوك المصارف العادية، وهو ما ينهي خطر احتيال ردّ المبلغ.
مع أنه يمكن التعامل بالبتكوينات كلٌّ على حدة، فإن إلزام كل تحويل ببتكوين واحدة يجعل التعامل صعبًا. لذا يمكن أن يحوي التحويل مدخلات عديدة ومخرَجات عديدة، ليمكن تقسيم البتكوين وجمعه. تحوي الحوالات العادية إمّا مدخلًا واحدًا من تحويل سابق أكبر، أو مدخلات عديدة تجمع مقادير صغيرة، بالإضافة إلى مخرَجين، واحد للدفع، والثاني لإرجاع الباقي (إن وُجد) للمرسل. الفرق بين مجموع المدخلات ومجموع المخرجات يُدفَع للمعدّنين رسومًا للحوالة.

## التعدين
تستعمل شبكة البتكوين نظام برهان العمل لتشكيل خادم موزَّع للختم الزمني. يسمّى هذا العمل عادةً تعدين البتكوين.
كان استلزام برهان عمل لإضافة كتلة جديدة إلى سلسلة الكتل ابتكار ساتوشي ناكاموتو الأهم. تشمل عملية التعدين تحديد كتلة، تحمل رقمًا أصغر من هدف الصعوبة للشبكة، ينتج هذا الرقم بعد تمرير الكتلة مرتين على خوارزمية SHA-256. ومع أن العمل المتوسط يزداد عكسًا مع هدف الصعوبة، فإن الهاش (رقم الكتلة) يمكن التحقق منه بإجراء دورة واحدة مضاعفة من خوارزمية SHA-256.
يوجَد برهان العمل الصالح في شبكة الختم الزمني للبتكوين بزيادة الرقم الخاص حتى إيجاد قيمة تعطي رقم الكتلة العدد المطلوب من الأصفار البادئة. فإذا أنتج التعدين نتيجة صالحة، استحال تغيير الكتلة إلا بإعادة العمل من أوله. تسلسَل الكتل التالية بعد هذه الكتلة، ويشمل عمل تغيير أي كتلة إعادة العمل الذي جرى لتعدين كل كتلة تالية. إذا حصل اختلاف في الإجماع، يمكن أن تنفرق سلسلة الكتل.
إجماع الأغلبية في البتكوين ممثَّل في أطول سلسلة، التي استلزمت أكبر مقدار من الجهد لتُنتَج. إذا كانت أغلبية قوة التعدين في أيدٍ أمينة، فإن السلسلة الصالحة ستصبح الأسرع وتتغلّب على الكتل المنافسة. لتعديل كتلة سابقة، لا بدّ للمهاجم أن يعيد برهان العمل لهذه الكتلة وكل الكتل بعدها ثمّ أن يتجاوز عمل العقد الصالحة. احتمال نجاح أي مهاجم أبطأ يتقلّص أسّيًّا كلما أضيفت كتلة جديدة.
للتعويض عن زيادة سرعة المعدّات واختلاف الاهتمام بإعمال العقد مع الوقت، تتعدّل صعوبة إيجاد رقم الكتلة كل أسبوعين. إذا وُلّدت الكتل سريعًا جدًّا، تزداد الصعوبة ويلزم توليد هاشات أكثر لتوليد كتلة جديدة وإنشاء بتكوينات جديدة.

### الصعوبة ومجامع التعدين
تعدين البتكوين عملٌ تنافسي. لُوحظت «حرب تسلّح» بين تقنيات التعدين المختلفة التي تستعمل في تعدين البتكوين: استُعملت وحدات المعالجة المركزية العادية (المعالجات)، ووحدات المعالجة الرسومية العالية (كروت الشاشة)، ومصفوفات البوابات المنطقية القابلة للبرمجة، والدارات المتكاملة المتخصصة، كل هذه استعملت فخفّضت ربح التقنيات الأقل اختصاصًا. الدارات الكاملة المتخصصة في تعدين البتكوين هي اليوم الوسيلة الأساسية لتعدين البتكوين، لأنها فاقت وحدات المعالجة الرسومية بأكثر من 300 ضعف. الصعوبة في عملية التعدين تتعدّل حسب قوة التعدين في الشبكة. كلّما أصبح البتكوين أصعب للتعدين، تزداد مبيعات شركات العتاد الحاسوبي التي تبيع الدارات المتكاملة المتخصصة.
تتجمّع قوة الحوسبة أو التعدين لتقليل التفاوت في واردات المعدّنين. تحتاج المِحفَرات (آلات التعدين) المفردة إلى أن تنتظر فترات طويلة حتى تحقق كتلة من التحويلات وتتلقّى رسومها ومكافأتها. في مجمع التعدين، يُدفَع إلى كل المعدنين في كل مرة يشاركون فيها في حل كتلة. هذا الدفع يعتمد على مقدار العمل الذي شارك به المعدن الفرد لإيجاد هذه الكتلة.